# Bryan Dattilo
Bryan Dattilo, född 29 juli 1971, är en amerikansk skådespelare. Dattilo är mest känd för rollen som Lucas Roberts i den amerikanska TV-serien Våra bästa år. Dattilos syster Kristin Dattilo är också skådespelare.